# Borut Žalik
Borut Žalik, slovenski elektroinženir in inženir računalništva, * 1962, Vučja vas.
Deluje kot redni profesor na Fakulteti za elektrotehniko, računalništvo in informatiko.

## Otroštvo
Prvih pet let je preživel v Vučji vasi, kjer sta starša poučevala v osnovni šoli. Pozneje so se preselili v Borece. Dokončal je Osnovno šolo Križevci pri Ljutomeru. K njegovem zanimanju za tehniko je pripomogel oče, ki je učil fizika in tehnično vzgojo na Osnovni šoli Križevci pri Ljutomeru. Leta 1976 se je vpisal na Srednjo elektro, strojno in tekstilno šolo Maribor (smer šibki tok).

## Študij in zaposlitev
Pred študijem elektrotehnike v Mariboru je služil vojaški rok. Leta 1980 se je vpisal na Tehniško fakulteto v Mariboru, oddelek za elektrotehniko. Fakulteto je končal v štirih letih, nato pa dobil ponudbo za delovno mesto asistenta in sprejel službo na novo ustanovljenem Inštitutu za računalništvo. Delo na fakulteti mu je omogočilo nadaljnje izobraževanje. Leta 1989 je magistriral z nalogo Geometrijski modelirnik z Eulerjevimi operatorji, leta 1993 pa doktoriral iz računalništva z disertacijo Geometrijsko modeliranje z geometrijskimi omejitvami.
Zaposlen je na Univerzi v Mariboru, Fakulteti za elektrotehniko, računalništvo in informatiko ter na Inštitutu za računalništvo kot izredni profesor za predmetno področje računalništva. Od leta 2000 je vodja Laboratorija za geometrijsko modeliranje in algoritme multimedijev. Raziskovalno se ukvarja z geometrijskim modeliranjem, računalniško geometrijo, geografskimi informacijskimi sistemi, računalniško večpredstavnostjo, perifernimi napravami, navidezno resničnostjo in opravlja praktične nalog za industrijo.

## Dosedanji uspehi
Pravi, da so ključno merilo uspešnosti zadovoljni študenti in znanstvena ustvarjalnost. Je prejemnik priznanja angleške univerze De Montfort, ki mu je za tri leta podelila raziskovalni naziv Visting Senior Research Fellow. V letih 2011−2019 je bil dekan Fakultete za elektrotehniko, računalništvo in informatiko